# Crato (Portugal)
Crato est une municipalité (en portugais : concelho ou município) du Portugal, située dans le district de Portalegre et la région de l'Alentejo.

## Géographie
Crato est limitrophe :
- au nord, de Nisa,
- au nord-est, de Castelo de Vide,
- à l'est, de Portalegre,
- au sud-est, de Monforte,
- au sud, de Alter do Chão,
- au sud-ouest, de Ponte de Sor,
- au nord-ouest, de Gavião.

## Démographie
| 1801  | 1849  | 1900  | 1930  | 1960  | 1981  | 1991  | 2001  | 2004  |
| ----- | ----- | ----- | ----- | ----- | ----- | ----- | ----- | ----- |
| 2 968 | 3 069 | 6 074 | 8 253 | 8 642 | 5 642 | 5 064 | 4 348 | 3 995 |

| 2006  | 2011  | - | - | - | - | - | - | - |
| ----- | ----- | - | - | - | - | - | - | - |
| 3 835 | 3 708 | - | - | - | - | - | - | - |

## Subdivisions
La municipalité de Crato groupe 6 freguesias :
- Aldeia da Mata (pt)
- Crato e Mártires (pt) (Crato)
- Flor da Rosa (pt)
- Gáfete (pt)
- Monte da Pedra (pt)
- Vale do Peso (pt)

## Jumelages
Crato possède deux accords de jumelage :
- Crato (Brésil)
- Lembá (Sao Tomé-et-Principe)

## Les Hospitaliers
- Une grande partie du territoire de la commune de Crato fut à partir de 1340 le chef-lieu du grand prieuré de Portugal au sein de la langue d'Espagne, communément appelé prieuré de Crato. Outre l'ancienne freguesia de Nossa Senhora da Conceição de Crato (pt) et son château (pt), douze autres villas (la) dépendaient directement du prieuré, à savoir São João de Gáfete (pt), Tolosa (pt), Amieira (pt), Gavião, Belver (pt), Envendos (pt), Carvoeiro (pt), Proença-a-Nova, Sertã (Certan), Pedrógão Pequeno (pt), Oleiros et Alvaro (pt)[3].

## Monuments
- Monastère de Flor da Rosa (pt)
- Anta de Aldeia da Mata